# Николаи
Никола́и — российский дворянский и баронский род.
В Гербовник внесены две фамилии Николаи:
1. Потомки Лудвига-Генриха Николаи, возведенного в баронское римской империи достоинство в 1782г. (Герб. Часть XI. № 51).
2. Фридрих-Медоро Николаи, утвержденный в потомственном дворянстве в 1840г. (Герб. Часть XIV. № 38)[1].

Изначально происходят из Швеции, где имели дворянское достоинство. В XVI веке, вследствие религиозных преследований, переселились в Германию.
Грамотой императора Австрии Иосифа II, от 29 марта 1782 года, Людвиг-Генрих (Андрей Львович) фон-Николаи возведён, с нисходящим его потомством, в кавалерское достоинство Римской империи, а в 1796 году в баронское достоинство. Год спустя император Павел I подтвердил его в баронском достоинстве Российской империи.
Высочайшим указом, 1822 года, действительный статский советник барон Павел Андреевич Николаи сопричислен к баронам Великого Княжества Финляндского. Род внесён, 16 июля 1828 года, в матрикул Рыцарского Дома Великого Княжества Финляндского, в число родов баронских, под № 30.

## Известные носители
- Николаи, Андрей Львович фон (1737—1820) — поэт, библиотекарь и педагог, учитель логики великого князя Павла Петровича
  - Николаи, Павел Андреевич (1777—1866) — русский дипломат
    - Николаи, Александр Павлович (1821—1899) — государственный деятель Российской империи.
    - Николаи, Леонтий Павлович (1820—1891) — русский генерал, участник Кавказской войны
    - Николаи, Николай Павлович (1818—1869) — дипломат.
      - Николаи, Павел Николаевич (Пауль Эрнст Георг, 1860—1919) — последний мужчина в роду Николаи; с его смертью оборвалась мужская ветвь рода баронов Николаи

## Описание герба

#### Герб. Часть XIV. № 38.
Герб дворян Николаи: щит поделен вертикально. В правой, серебряной части, горящий красным пламенем черный пень, в левой, голубой части, золотой натянутый лук с золотой стрелой вправо. Над щитом дворянский коронованный шлем. Нашлемник - встающий вправо черный с распущенными крыльями и красными глазами и языком, увенчанный золотой короной дракон. Намет: справа - черный с серебром, слева - голубой с золотом. Девиз "SEMPER VERITAS" черными буквами по серебру.